# اوتينجر
Oettinger Brauerei هي مجموعة من مصانع الجعة في ألمانيا. كانت Oettinger هي أفضل علامة تجارية لبيع البيرة في ألمانيا بين عامي 2004 و2013 بإنتاج سنوي بلغ 6.21 مليون هكتولتر (5,290,000 برميل أمريكي) في عام 2011.
يقع المقر الرئيسي ل Oettinger في أوتينغن إن بايرن، ولكن توجد أيضًا مصانع الجعة في غوتا ومونشنغلادباخ وبراونشفايغ.

## بيرة رخيصة
يبيع Oettinger كميات كبيرة من البيرة بأقل سعر ممكن. اشترى أويتينجر مصنع الجعة الذي ينتج الجعة "5,0 Original" في براونشفايغ، وهو منافس في نفس قطاع السوق. نادراً ما يتم العثور على Oettinger في الحانات والبارات - يتم بيع معظمها في زجاجات في محلات السوبر ماركت.
يتم تصديرها أيضًا - في أستراليا، يتم استيراد Oettinger Pils مباشرةً من خلال مجموعة متاجر بيع الخمور الكبيرة التابعة لـ Woolworths Liquor Group حيث يتم بيعها في 330 مل من الزجاجات، بالإضافة إلى 500 مل من العلب.
يستخدم Oettinger عدة طرق للحفاظ على أسعار البيرة منخفضة:
- Oettinger لا يعلن.
- Oettinger لا يستعمل أي وسطاء. الشاحنات المملوكة للجعة تسلم مباشرة إلى المتاجر.
- عملية التخمير مؤتمتة بدرجة عالية وتستخدم عددًا قليلاً من الموظفين لصنع كميات كبيرة من البيرة.

جعل السعر المنخفض علامة البيرة هذه العلامة التجارية الأكثر نجاحًا في ألمانيا بإنتاج 6.21 مليون هكتولتر (5,290,000 برميل أمريكي) في عام 2011.
في إيطاليا يباع "Oettinger super forte"؛ البيرة تحتوي على نسبة كحول 8.9 ٪ من حيث الحجم.

## التاريخ
تم شراء "Fürstliche Brauhaus zu Oettingen" (مصنع برينس في Oettingen) في عام 1956 من قبل عائلة كولمار وتمت تسميته "Oettinger Brauerei GmbH".
تدعي مجموعة Oettinger أن البيرة الخاصة بها يتم إعدادها وفقًا لراينهايتسجبوت.

## رعاية
من عام 2006 حتى عام 2018، كان Oettinger الراعي الرسمي لـ Rockets، وهو نادٍ محترف لكرة السلة مقره في جوثا. لعبت «روكتس» دور «أويتنجر روكتس» في أول توزيع لألمانيا، كرة السلة الألمانية.